# كريستيان السادس ملك الدنمارك

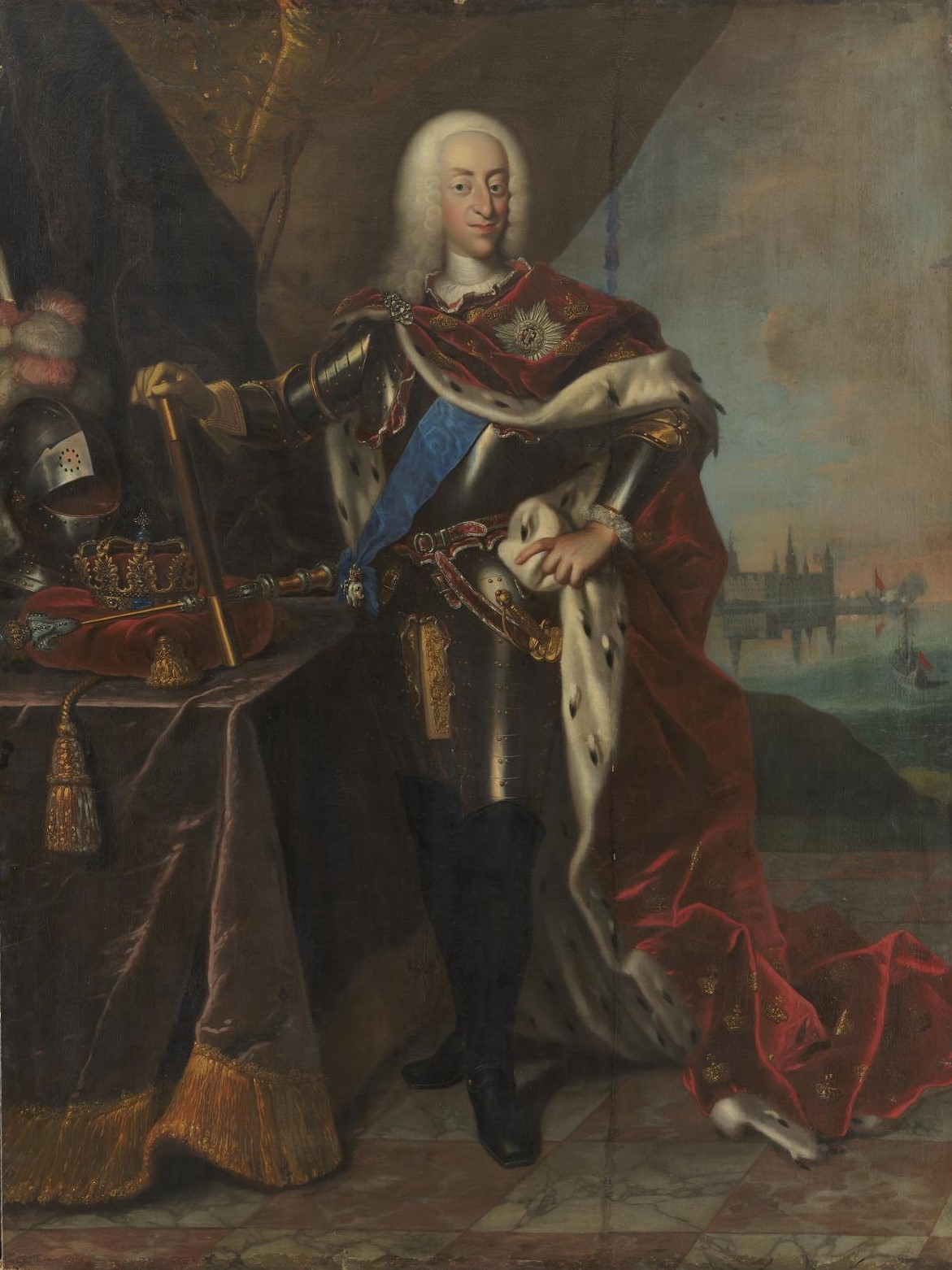
الملك كرستيان السادس.

الملك كرستيان السادس (بالدنماركية: Christian VI ؛ 1699 - 1746)؛ هو ملك الدنمارك والنرويج بين عاميّ 1730 و 1746. حكم بعد أن خلف أباه الملك فريديرك الرابع ملك الدنمارك-النرويج. يُعتبر واحدًا من أكثر الملوك المجهولين في الدنمارك، لكنه كان سياسيًا ماهرًا. كما اشتهر نظامه بالاستبدادية، وكان أول ملك من سلالة أولدنبورغ يمتنع عن الدخول في أي حرب، خلال فترة حكمه أصبح التثبيت إلزامياً (1736)، وادخل نظام المدارس العامة على مستوى البلاد (1739). وكان شعاره المختار " Deo et populo " (لله والشعب).
كريستيان السادس هو ابن الملك فريدريك الرابع وزوجته الأولى لويز من مكلنبورغ-غوسترو، ولد في قلعة كوبنهاغن بـ 30 نزفمبر 1699، وفي 7 أغسطس 1721 تزوج من صوفي ماغدالين من براندنبورغ-كولمباخ كانت إحدى وصيفات ملكة بولندا كريستين ايبرهاردين من براندنبورغ-بايرويت، ومنذ 1730 اعتلى العرش، كان الملك شخصية خجولة وانطوائي بطبيعته، عزل نفسه عن شعبه، وبعد وفاته خلفه ابنه فريدريك الخامس.